# Acacia heteroneura
Acacia heteroneura é uma espécie de leguminosa do gênero Acacia, pertencente à família Fabaceae.